# Pipin I. Akvitanski
Pipin I. ali Pipin I. Akvitanski (francosko Pépin I d'Aquitaine) je bil kralj Akvitanije in vojvoda Maine, * 797, † 13. december 838.
Bil je drugi sin cesarja Ludvika Pobožnega in njegove prve žene Ermangarde Hesbajske. Ko je njegov oče avgusta 817 razdelil svoje cesarstvo med svoje sinove, je Pipin dobil Akvitanijo, ki je bila med vladavino Karla Velikega očetovo  podkraljestvo. 
Pipin se je leta 830 na pobudo  Lotarjevega  svetovalca Vala uprl očetovi odločitvi o delitvi cesarstva. Z vojsko Gaskonjcev je ob podpori Nevstrijcev  prodrl do  Pariza.  Oče se je takoj vrnil s pohoda  v Bretanijo in se pri Compiègneu srečal s Pipinovo vojsko. Pipin ga je obkolil in ujel in upor se je končal.
Leta 832 se je ponovno uprl. Kmalu zatem se mu pridružil brat Ludvik Nemški. Oče Ludvik Pobožni je bil takrat v Akvitaniji, da bi zadušil Pipinov upor, zaradi Ludvikovega upora na Bavarskem pa se je moral umakniti. Pipin je zavzel Limoges in nekaj cesarskega ozemlja. Naslednje leto se je uporu pridružil še brat Lotar in bratje so s pomočjo reimškega nadškofa Eba leta 833 odstavili svojega očeta. Lotar  je po prejemu cesarskega naslova Pipinu odrekel pravico do dedovanja, zato je Pipin po očetovem ponovnem prevzemu oblasti 1. marca 834 prestopil na njegovo stran in dobil svoj prejšnji položaj. 
Čez nekaj manj kot štiri leta umrl. Pokopali so ga v cerkvi svete Radegunde v Poitiersu. 

## Družina
Leta  822 se je poročil z Ingeltrudo, hčerko Teodeberta, grofa Madrie. Z njo je imel sinova
- Pipina (823-po 864) in
- Karla (825-830 – 4. junij 863), ki je postal nadškof  Mainza.

Oba sta bil ob Karlovi smrti še mladoletna, zato je Ludik Pobožni Akvitanijo dal svojemu najmlajšemu sinu in Pipinovemu polbratu Karlu Plešastemu. Akvitanci so kljub temu za svojega kralja izbrali Pipinovega sina Pipina II.. Za prestol se je nekaj časa potegoval tudi njegov brat Karel. Oba sta umrla brez otrok. 

## Sklic
1. ↑  Goldberg E. J. Struggle for Empire: Kingship and Conflict Under Louis the German, 817-876 — Cornell University Press, 2006. — P. 26. — ISBN 978-0-8014-3890-5
2. ↑  Settipani C. La Préhistoire des Capétiens: Première partie : Mérovingiens, Carolingiens et Robertiens — Villeneuve-d'Ascq: 1993. — P. 275. — ISBN 978-2-9501509-3-6
3. 1 2  Settipani C. La Préhistoire des Capétiens: Première partie : Mérovingiens, Carolingiens et Robertiens — Villeneuve-d'Ascq: 1993. — P. 275-277. — ISBN 978-2-9501509-3-6
4. ↑  Imenovali so je tudi Engelberga, Rigarda, Hringarda ali Ringarta.

## Vir
- Collins, Roger. Pippin I and the Kingdom of Aquitaine. Charlemagne's Heir: New Perspectives on the Reign of Louis the Pious. Oxford: Oxford University Press, 1990. POnatis v Law, Culture and Regionalism in Early Medieval Spain. Variorum, 1992. ISBN 0-86078-308-1.

| Pipin I. Akvitanski Karolinška dinastijaRojen: 797 Umrl: 838 |                               |                                                     |
| Predhodnik: Ludvik Pobožni                                   | Kralj Akvitanije 817–838      | Naslednik: Karel Plešasti z ugovarjanjem Pipina II. |
| Predhodnik: Lotar I. Karolinški                              | Grof in vojvoda Maine 831–838 | Naslednik: Karel Plešasti                           |